# Simándi József (karmester)
Simándi József (Rohonc, Vas vármegye, 1869 – ?) magyar színházi karmester. Szilágyi Rózsi (1895–?) színésznő férje.

## Élete és pályafutása
Simándi József 1869-ben született az akkor Vas vármegyéhez tartozó Rohoncon. Először mint énekes tevékenykedett 1887-ben, ezt követően, miután a színház karnagya beteg lett, ő helyettesítette és ettől mint karmester dolgozott számos ismert vidéki színházigazgató alatt, többek között Krecsányi Ignácnál, Pesti Ihász Lajosnál, Makó Lajosnál, Csóka Sándornál és Tiszay Dezsőnél. Ezután Komjáthy János szerződtette Kassa városába, végül Sebestyén Géza Temesvárra, Sebestyén Mihály pedig Miskolcra hívta meg, itt ünnepelte meg művészi pályafutásának harmincéves jubileumát is 1927. május 19-én Ruggero Leoncavallo Bajazzók címet viselő operájának előadásával.